# Sophie Jourdan
Sophie Jourdan (* 1. Dezember 1875 in Mülheim an der Ruhr; † nach 1944) war eine deutsche Medizinerin. Sie gehörte zu den ersten Frauen, die an der Universität Rostock zum Studium zugelassen wurden. Jourdan promovierte als erste Frau an der Medizinischen Fakultät der Universität Rostock.

## Leben
Sophie Jourdan kam 1875 als Tochter von Karl Jourdan, von Beruf Steuerrat, und seiner Frau Margarethe (geb. Etienne) in Mülheim an der Ruhr zur Welt. Die Familie zog nach Berlin, dort besucht Jourdan das Sophien-Realgymnasium, wo sie 1907 das Abitur ablegte. Vor ihrem Medizinstudium hatte Jourdan bereits das Lehrerinnenexamen bestanden und war eine Zeit lang als Lehrerin tätig. Bevor sie sich 1909 in Rostock immatrikulieren konnte, war Jourdan an den Universitäten in Berlin, Kiel, Halle und Rostock als Hörerin zugelassen. In Rostock bestand Jourdan 1912 erfolgreich das medizinische Staatsexamen und promovierte 1913 als erste Frau an der Medizinischen Fakultät der Universität Rostock. Thema ihrer mit cum laude benoteten Dissertation: „Erfahrungen über den transperitonealen Weg bei Operationen an der Wirbelsäule“.
Nach ihrem Studium ging Jourdan zurück nach Berlin, wo sie 1913 bis 1944 als Medizinerin tätig war, anfangs als Hospitantin an der Universitäts-Kinderklinik Berlin. 1914 bis 1936 praktizierte sie als niedergelassene Ärztin, 1937 bis 1941 wechselte Jourdan als Ärztin an die Säuglingsfürsorgestelle in Kreuzberg. Jourdan meldete dem Gesundheitsamt Schöneberg am 25. Januar 1944, dass sie „ohne ärztliche Tätigkeit und zur Zeit nach Ostpreußen evakuiert ist“ (RÄK 1945).

## Publikationen (Auswahl)
- Sophie Jourdan: Erfahrungen über den transperitonealen Weg bei Operationen an der Wirbelsäule. medizinische Dissertation, Rostock, 1912